# اریدای کابررا
اریدای کابررا (انگلیسی: Aridai Cabrera؛ زادهٔ ۲۶ سپتامبر ۱۹۸۸) بازیکن فوتبال اهل اسپانیا است.
از باشگاه‌هایی که در آن بازی کرده‌است می‌توان به باشگاه فوتبال سابادل، باشگاه فوتبال رئال بتیس، و باشگاه فوتبال ژیرونا اشاره کرد.